# Lepomis macrochirus
Cá Thái Dương xanh (Danh pháp khoa học: Lepomis macrochirus) là một loài cá nước ngọt trong họ Cá Thái dương (Centrarchidae) thuộc Bộ Cá vược Perciformes có nguồn gốc ở Mỹ, chúng có ở các vùng sông, suối, thác, hồ. Chúng là loài cá câu thể thao nổi tiếng và cũng là loài xâm lấn, chúng là loài có tính xâm lấn mạnh. Loài cá này là linh vật của bang Illinois, chúng được gọi là Bluegill hay cá Thái dương mang xanh.

## Đặc điểm

### Mô tả
Chúng có thể dài đến 12 inch (30 cm) và nặng khoảng 4,5 pounds, trung bình khoảng 20 cm. Thân cá màu sẫm, có đốm vảy màu xanh, dưới bụng có phất phơ màu vàng cam nhạt, vây trên rất sắc và cứng. Miệng đầy răng sắc nhọn, mang cá màu đen, trông giống cá rô phi. Chúng ăn thịt tất cả những loài cá khác, kể cả ăn thịt đồng loại. Cá này ăn được, nhưng thịt không ngon lắm. Chúng có khả năng sinh sản mạnh, do đó rất dễ nuôi.

### Tập tính
Đầu mùa xuân là thời điểm tốt nhất để câu cá, nhiệt độ nước tốt nhất để câu cá thái dương bluegill là 50 độ. Thỉnh thoảng có thể thay đổi 52-53 độ. Khi nhiệt độ nước đến một nhiệt độ thích hợp cá thái dương bluegill sẽ di chuyển từ khu vực trú đông đến những vùng nước cạn hơn, nằm gần những vật thể giúp bảo vệ chúng, ở những khu vực nước ấm nhất. Cá thái dương đầu mùa xuân thường có xu hướng tụ tập ở những nơi này. Đối với cá thái dương, việc tìm kiếm môi trường sống được nó chú ý dù trong mùa nào trong năm, đặc biệt mùa xuân.
Mặc dù là loài cá ăn thịt các loài khác nhưng cá thái dương cũng lo bị những loài khác ăn thịt, vì nhiều loài như: cá chó, cá măng, cá trê hoặc các loài cá vược lớn có thể ngoạm được con cá thái dương dài khoảng 20 cm dễ dàng. Cá thái dương đều sẽ không thể thấy nếu mồi ở quá xa. Chúng có thể bơi chậm lại để tấn công mồi, Đa số cá thái dương muốn tấn công những loài cá nhỏ vì vậy ít hoặc thậm chí không di chuyển. Thông thường mồi câu sử dụng câu cá thái dương vào mùa xuân là mồi sống như: mồi giun, những loài bò sát thái nhỏ và dế, con đĩa cỡ nhỏ vì cá thái dương cũng là một trong những bậc thầy trong việc mổ chúng ra.

## Xâm lấn
Loài cá này du nhập vào Trung Quốc năm 1999. Ban đầu, chúng được nuôi để làm cảnh và làm mồi câu cá, chủ yếu ở các tỉnh phía nam như Quảng Tây, Quảng Đông và là lần đầu tiên chúng xuất hiện ở khu vực sông miền núi Trung Quốc. Hiện, Cá Thái dương xanh đang thống trị dòng sông ở Trung Quốc, loài cá Thái Dương có nguồn gốc từ Mỹ chiếm lĩnh vùng sông dài 800 m ở núi Đại Biệt, tỉnh An Huy.
Chúng có ở môi trường sinh thái lưu vực sông Tụy, phía bắc núi Đại Biệt. Khi đi dọc xuống hạ lưu con sông thì nhận thấy sông chỉ có mỗi loài cá này. Các hộ nuôi trồng thủy sản quanh sông Tụy thì loài cá này xuất hiện gần hai năm nay. Chúng chiếm lĩnh dòng sông, cá nuôi đều bị ăn thịt sạch. Trong hai năm, mỗi lần tháo nước khỏi ruộng nuôi, đều trơ lại dưới đáy loài cá này, sau khi vệ sinh sạch sẽ, sang năm thứ hai chúng lại tiếp tục xuất hiện, không thể diệt nổi.